# Nombre brésilien
En arithmétique, un nombre brésilien est un entier naturel {\displaystyle n} non nul de la forme
Autrement dit, {\displaystyle n} est la somme géométrique : 
Un nombre brésilien {\displaystyle n} possède donc, dans une base {\displaystyle b} vérifiant {\displaystyle 1<b<n-1}, une représentation uniforme s'écrivant avec au moins deux chiffres tous égaux.
Plus précisément, {\displaystyle n=(aa\cdots aa)_{b}} avec {\displaystyle c\geqslant 2} fois la présence du chiffre {\displaystyle a\leqslant b-1}  en base {\displaystyle b\leqslant n-2}.
La condition {\displaystyle b\leqslant n-2} est importante car tout nombre {\displaystyle n}  s'écrit : {\displaystyle n=11_{n-1}} et, de ce fait, tout nombre serait brésilien si on ne la donnait pas.
La condition {\displaystyle c\geqslant 2} s'en déduit car si {\displaystyle c=1}, {\displaystyle n=a} et on aurait {\displaystyle a\geqslant b+2}.
Exemples
20 est un nombre brésilien car 20 s'écrit 22 en base 9 : 20 = 229.
9 n'est pas un nombre brésilien car 9 = 10012 = 1003 = 214 = 145 = 136 = 127 et aucune de ces écritures n'est brésilienne. 

## Historique
En 1994, lors de la neuvième Olympiade ibéro-américaine de mathématiques qui se déroulait à Fortaleza au Brésil, le premier problème, proposé par le Mexique, a été repris par Pierre Bornsztein dans son livre Hypermath : « Un nombre n > 0 est dit « brésilien » s'il existe un entier b tel que 1 <  b < n – 1 pour lequel la représentation de n en base b s'écrit avec des chiffres tous égaux. Montrer que 1994 est brésilien et que 1993 ne l'est pas. »
Séduit par cet énoncé, Bernard Schott l'a proposé comme thème de réflexion en 2007 sur le forum du site les-mathematiques.net puis a rédigé en 2010 un article sur ces nombres dans la revue Quadrature. Entre-temps, Neil J. A. Sloane a approuvé cette suite de nombres brésiliens dans l'Encyclopédie en ligne des suites de nombres entiers, connue en anglais sous le sigle d'OEIS.

## Quelques propriétés
- Tout nombre uniforme {\displaystyle (aa\cdots aa)_{b}} avec au moins trois chiffres est brésilien ; le nombre {\displaystyle (aa)_{b}} est brésilien ssi {\displaystyle 2\leqslant a\leqslant b-1}.

- Le plus petit nombre brésilien est 7 (= 1112), qui est donc également le plus petit nombre premier brésilien[4].
- La suite des nombres brésiliens est 7, 8, 10, 12, 13, 14, 15, 16, 18, 20, 21, etc. (suite A125134 de l'OEIS).
- Tout nombre pair ≥ 8 est brésilien car n = 2 × k = 22k–1 avec k – 1 ≥ 3. Ainsi, il existe une infinité de nombres brésiliens et de nombres composés brésiliens.
- La suite des nombres impairs brésiliens est 7, 13, 15, 21, 27, 31, 33, 35, 39, etc. (suite A257521 de l'OEIS).
- Tout nombre impair composé  {\displaystyle n\geqslant } 15 s'écrivant  {\displaystyle n=a\times c} avec  {\displaystyle a\geqslant 3} et {\displaystyle c\geqslant a+2} est brésilien car {\displaystyle n=c\times a=(aa)_{c-1}}.
- La suite des nombres composés brésiliens est 8, 10, 12, 14, 15, 16, 18, 20, 21, etc. (suite A220571 de l'OEIS).
- Un nombre super-brésilien est un nombre uniforme dans une base égale à ce nombre uniforme. Le plus petit exemple est 2222 = 46. Sur le site Nombres de Gérard Villemin[5], ces nombres sont appelés super-repdigits car l'écriture 1111 = 12 est acceptée. La suite des nombres super-brésiliens correspond à  A287767.
- Si n > 7 n'est pas brésilien, alors n est un nombre premier ou le carré d'un nombre premier.
- Il existe des nombres brésiliens premiers, des nombres brésiliens composés, des nombres non brésiliens premiers et des nombres non brésiliens composés. Avec 0 et 1, ces quatre ensembles forment une partition de l'ensemble {\displaystyle \mathbb {N} } des entiers naturels.

## Nombres premiers et répunits
Tout nombre premier brésilien p supérieur ou égal à 7 est un répunit qui s'écrit avec un nombre premier impair de 1 dans une base b, mais la réciproque est fausse comme le montre 21 = 1114 = 3 × 7 ou encore 111 = 11110 = 3 × 37.
Exemples de premiers brésiliens : 13 = 1113 et 127 = 11111112.
La suite des nombres premiers brésiliens est 7, 13, 31, 43, 73, 127, 157, 211, 241, 307, 421, 463, etc. (suite  A085104).
Alors que la série des inverses des nombres premiers est divergente, la série des inverses des nombres premiers brésiliens est convergente vers un nombre appelé « constante des nombres premiers brésiliens » (suite  A306759) et légèrement supérieur à 0,33.
La suite des nombres premiers non brésiliens est 2, 3, 5, 11, 17, 19, 23, 29, 37, 41, 47, 53 , etc. (suite  A220627). Cette suite est infinie.
Les répunits en base dix, définis par {\displaystyle R_{n}={\frac {10^{n}-1}{9}}\ {\mbox{avec }}n\geq 3}, donc supérieurs ou égaux à 111, sont tous brésiliens. Les indices des répunits brésiliens premiers en base dix se trouvent dans la suite  A004023 (excepté 2 car 11 n'est pas brésilien). On conjecture qu'il existe une infinité de répunits en base dix premiers (donc une infinité de nombres premiers brésiliens), bien que ceux-ci soient relativement rares. Leur nombre de chiffres est nécessairement premier, sinon ils seraient multiples de 11, 111, 11 111, etc. Par exemple, R2047 est divisible par, entre autres, R23 et R89.
Tous les nombres de Mersenne {\displaystyle M_{n}=2^{n}-1,n\geq 3}, donc supérieurs ou égaux à 7, sont brésiliens, car ce sont des répunits en base 2. En particulier, tout nombre premier de Mersenne est brésilien.
Par exemple, {\displaystyle M_{5}=2^{5}-1=31=11111_{2}}.
Un nombre de Fermat {\displaystyle F_{n}=2^{2^{n}}+1} est brésilien si et seulement s'il est composé.
La conjecture proposée selon laquelle aucun nombre premier de Sophie Germain n'est brésilien est fausse. En effet, Giovanni Resta a montré que le 141 385e nombre premier de Sophie Germain, 28792661 = 1111173, est brésilien (suite  A085104).
Concernant la rareté des nombres premiers brésiliens : sur les 103, 106, 109 et 1012 premiers entiers naturels, il y a respectivement 16,8 %, 7,8 %, 5,1 % et 3,7 % de nombres premiers. Et parmi ces nombres premiers, il n'y a que 8,3 %, 0,26 %, 0,007 6 % et enfin 0,000 235 % de premiers brésiliens. Plus précisément, sur le premier billion d'entiers naturels, 37 607 912 018 sont premiers et uniquement 88 285 sont des premiers brésiliens.

## Nombres composés non brésiliens
Les nombres pairs  ≥ 8, et les nombres impairs ≥ 15 qui possèdent au moins deux facteurs distincts, sont tous brésiliens. Cependant, il existe des nombres composés non brésiliens, comme les carrés des premiers nombres premiers : 4, 9, 25, 49, mais il existe une unique exception parmi ces carrés.

Si p2  est brésilien , alors p premier doit vérifier l'équation diophantienne
 Le mathématicien norvégien Trygve Nagell a démontré que cette équation ne possède qu'une solution, quand p est premier, correspondant à (p, b, q) = (11, 3, 5) ainsi, 112 = 121 = 111113 et le seul carré de nombre premier qui soit brésilien est donc 121.
Cette équation possède une autre solution avec p non premier correspondant à (p, b, q) = (20, 7, 4), c'est-à-dire : 202 = 400 = 11117 . Il n'existe seulement que deux carrés d'entiers naturels qui soient répunits dans une certaine base, 121 et 400.

Si l'on élargit la recherche aux puissances pures qui sont répunits dans une certaine base, on est amené à résoudre l'équation diophantienne de Nagell-Ljunggren
Yann Bugeaud et Maurice Mignotte conjecturent qu'il n'existe que trois  puissances pures qui soient des répunits, et donc des nombres brésiliens répunits : 121, 343 et 400. La seule nouvelle solution est le cube 343 = 73 = 11118.
En conséquence, il existe une infinité de nombres composés non brésiliens, ce que montre la suite des carrés de nombres premiers ≥ 13. Plus précisément, la suite des nombres composés non brésiliens : 4,  6, 9, 25, 49, 169, 289, 361,  529,...  est proposée dans la suite  A190300 et les carrés non brésiliens de nombres premiers se trouvent dans la suite  A326708.

## Nombres plusieurs fois brésiliens
- Il existe des nombres qui ne sont pas brésiliens et des nombres qui sont brésiliens ; parmi ces derniers, certains sont une seule fois brésilien, d'autres deux fois, ou trois fois, ou quatre… Un nombre k fois brésilien sera appelé nombre k-brésilien.
- À l'exception des nombres 1 et 6, les nombres non brésiliens ou nombres 0-brésiliens sont constitués uniquement de nombres premiers et de carrés de nombres premiers. La suite des nombres non brésiliens débute par 1, 2, 3, 4, 5, 6, 9, 11, 17, 19, 23, 25, etc. (voir suite  A220570).
- La suite des nombres 1-brésiliens se compose de nombres premiers, du seul carré de nombre premier qui soit brésilien 121, et des nombres composés ≥ 8 qui ne sont le produit que de deux facteurs tels que n = a × b = aab–1 avec 1 < a < b – 1. On retrouve cette suite ici :  A288783.
- Parmi les nombres 2-brésiliens (voir suite  A290015), on ne retrouve que des nombres composés et seulement deux nombres premiers : 31 et 8191. En effet, selon la conjecture de Goormaghtigh, les seules solutions de l'équation diophantienne :{\displaystyle p={\frac {x^{m}-1}{x-1}}={\frac {y^{n}-1}{y-1}}} avec x, y > 1 et n, m > 2 sont :
  - (p, x, y, m, n) = (31, 5, 2, 3, 5) correspondant à 31 = 111112 = 1115, et,
  - (p, x, y, m, n) = (8191, 90, 2, 3, 13) correspondant à 8191 = 11111111111112 = 11190, où 11111111111 est le répunit constitué de treize fois le chiffre 1.
- Il existe pour chaque suite de nombres k-brésiliens, un nombre qui en est le plus petit élément. La suite de ces plus petits nombres k fois brésiliens débute par 1, 7, 15, 24, 40, 60, 144, 120, 180, 336, 420, 360, etc. et se trouve dans  A284758.
Ainsi, 40 est le plus petit entier 4-brésilien avec 40 = 11113 = 557 = 449 = 2219.
- Dans le Dictionnaire de (presque) tous les nombres entiers[9], Daniel Lignon propose qu'un entier soit hautement brésilien s'il possède davantage d'écritures le définissant comme nombre brésilien que n'importe quel entier inférieur  à lui. Cette définition s'inspire de celle de nombre hautement composé introduite par Srinivasa Ramanujan en 1915.
- Les premiers nombres hautement brésiliens sont 1, 7, 15, 24, 40, 60, 120, 180, 336, 360, 720, etc. et se trouvent exactement dans  A329383. On remarquera que de 360 à 321 253 732 800 (peut-être plus), il y a 80 nombres hautement composés successifs qui sont également hautement brésiliens (voir  A279930).